# Lonicera prolifera
Lonicera prolifera là một loài thực vật có hoa trong họ Kim ngân. Loài này được (Kirchner) Booth ex Rehder mô tả khoa học đầu tiên năm 1910.